# Гражданство БССР
Гражданство БССР — принадлежность человека к государству БССР, включающее в себя ряд прав и обязанностей, определяемых законодательством БССР.
В соответствии с Конституциями БССР 1937, 1978 гг. Беларусь, входя в состав СССР, сохраняла свой суверенитет. Одним из важнейших признаков государственного суверенитета является наличие собственного гражданства.
В статье 18 Конституции БССР 1937 г. было установлено, что каждый гражданин БССР является гражданином СССР:

Статья 18. Каждый гражданин БССР является гражданином СССР.
Граждане всех других союзных республик пользуются на территории БССР одинаковыми правами с гражданами БССР.

Такая же норма содержалась и в статье 31 Конституции БССР 1978 г.:

Глава 5. Гражданство Белорусской ССР. Равноправие граждан
Статья 31. В соответствии с установленным в СССР единым союзным гражданством каждый гражданин Белорусской ССР является гражданином СССР.
Основания и порядок приобретения и утраты советского гражданства определяются Законом о гражданстве СССР.
Граждане других союзных республик пользуются на территории Белорусской ССР одинаковыми правами с гражданами Белорусской ССР.
Граждане Белорусской ССР за границей пользуются защитой и покровительством Советского государства.

Статьей 21 Конституции СССР 1936 г. для граждан СССР было установлено единое союзное гражданство, при этом сохранялось гражданство союзных республик:

Статья 21. Для граждан СССР устанавливается единое союзное гражданство.
Каждый гражданин Союзной республики является гражданином СССР.

Аналогичная норма содержалась в статье 33 Конституции СССР 1977 г.
Таким образом, гражданин, проживающий в одной из союзных республик, являлся и ее гражданином, и гражданином СССР, но не являлся одновременно гражданином другой союзной республики.
После выхода БССР из состава СССР и изменения названия государства в 1991 году жители страны сменили гражданство БССР на гражданство Республики Беларусь в соответствии со статьей 2 Закона о гражданстве от 18 октября 1991 г..